# Крепость мусульманина
Крепость мусульманина (араб. حصن المسلم من أذكار الكتاب والسنة ‎, ḥiṣn al-muslim min ad͟hkār al-kitāb wa l-sunna) — книга молитв (дуа), составленная саудовским исламским учёным Саидом ибн Али ибн Вахфом аль-Кахтани в октябре 1988 года. Книга была переведена на русский язык Абдуллой Нирша в 2013 году, как «Крепость мусульманина: Обращения к Аллаху с мольбами; Лечение с помощью заговоров, встречающихся в Коране и сунне». Молитвы, содержащиеся в книге, охватывают все действия человека, начиная с пробуждения и заканчивая сном. 

## О книге
Автор книги Аль-Кахтани защитил диссертацию в Колледже основ религии Исламского университета имама Мухаммада ибн Сауда в Эр-Рияде, который с точки зрения немецкого учёного Бесника Сенани является ваххабитским образовательным учреждением. «Крепость» — самая популярная и известная книга Аль-Кахтани, она переведена на несколько языков и используется верующими вне зависимости от владения ими арабским языком. Каждое дуа в переводных изданиях приведено на арабском языке и снабжено переводом и инструкциями по произношению, что должно помочь читателям следовать примеру Мухаммеда постоянным чтением дуа.
Молитвы сгруппированы в 132 раздела по темам, например, «Слова поминания и мольбы, с которыми желательно обращаться к Аллаху перед едой». Источниками всех дуа, которые аль-Кахтани выбрал для книги, являются различные сборники хадисов и сам Коран. Аль-Кахтани стремился подать дуа в книге как истинные и чистые тексты из Корана и наиболее достоверных из хадисов, что типично для писателей-салафитов.
«Крепость»  популярна как среди приверженцев магистрального ислама, так и среди салафитов; как недавно принявших ислам, так и рождённых в умме; читатели носят эту книгу с собой и часто стремятся заучить её наизусть, хотя бы частично. Существует несколько мобильных приложений с дуа из «Крепости».
Одна из причин подобной популярности «Крепости» заключается в том, что её считают хорошей книгой приверженцы так называемого движения благочестия, которые жертвуют деньги на продвижение ислама, в том числе книгоиздание. Спонсируя распространение «Крепости», они популяризируют «правильные» дуа, а не традиционные молитвы, в которых верующие могут обращаться к духам предков за помощью, что «благочестивыми» мусульманами считается грехом.

## В Казахстане
Согласно исследованиям американского ученого Венделла Шваба, единственной мусульманской книгой, которая продаётся лучше «Крепости» в Казахстане в 2014 году, являлся Коран. «Крепость» также читают верующие неоязычники из казахстанского неоязыческого движения Путь предков.

## В России
«Крепость» — одна из многих популярных исламских книг, внесённых в «Федеральный список экстремистских материалов», что, в сочетании с её повсеместной распространённостью, используется для преследования крымских татар и других мусульман, живущих в России.